# Norðoyri
 Norðoyri (dansk: Nordøre) er en bygd på Færøerne. Den ligger på øen Borðoy i regionen Norðoyar og er en del af Klaksvíkar kommuna. Norðoyri ligger på østsiden af Borðoyarvík, syd for Klaksvík. 1. januar 2025 havde Norðoyri 156 indbyggere.Bygdens postnummer er FO-725. Vejen ind til bygden hedder Fornavegur, som til sidst ender som Flatnavegur. Der er to små sideveje: Fjøruvegur til den gamle havn med 14 traditionelle færøske bådskure.

## Historie
Bygden er første gang nævnt i skriftlige kilder i 1584.
Arkæologiske udgravninger 2 km syd for bygden viser at stedet har været beboet i vikingetiden, ruinerne kan stadig ses i bygden.
Den 12. marts 1745 blev en af bygdens gård ødelagt af en lavine. På den samme dag 20 år senere skete der den samme skæbne for gården. Ruinerne kan stadig ses i nutiden.

### Matras Dagbøger
I 1813 begyndte Samuel Michael Matras, sysselmand for de nordlige øer og kongelig forpagter af Uppistova-gården i Norðoyri, at registrere forskellige data relateret til driften af gården i en dagbog, såsom får i udmarken, høproduktion, korn- og kartoffeldyrkning. Da Samuel døde i 1857, overtog hans søn Albert Josias Michael (1815-89) og fortsatte dagbogen indtil sin død. Derefter fortsatte hans søn Samuel Michael dagbøgerne i yderligere tre år indtil 1892. Dagbøgerne (Matrasdagbøkur) er bevaret og giver et hidtil uset indblik i det færøske landbrug i en stor del af 1800-tallet (1813–1892).
Dagbøgerne viser, at en ny afgrøde, kartofler, først plantet i Norðoyri i 1823, gradvist fortrængte korn og næsten havde overtaget i 1855. Dette skete på grund af kartoflers vejrbestandighed, stabilitet og mere fleksible høstperiode sammenlignet med korn. Analysen af dagbøgerne viser også, at høslæt til vinterfoder til køer var relativt stabilt.
Familien Matras ejer stadig fast ejendom i Norðoyri, og et af de 14 bådskure. Dagbøgerne, som opbevares på Tjóðskjalasavnið (Færøernes nationalarkiv i Tórshavn), en mindre del af denne dog på arkivet i Klaksvík, er en unik kilde til Færøernes landbrugshistorie.